# Alice ou la Dernière Fugue
Alice ou la Dernière Fugue is een Franse dramafilm uit 1977 onder regie van Claude Chabrol. Het scenario is losjes gebaseerd op de roman Alice's Adventures in Wonderland (1865) van de Britse auteur Lewis Carroll.

## Verhaal
Een jonge vrouw, Alice Caroll, ontvlucht haar huwelijk en huis nadat ze onenigheid heeft gehad met haar echtgenoot. Ze pakt haar koffer, stapt in haar auto en vertrekt met onbekende bestemming. Het is avond en ze bevindt zich op een eenzame landweg. In een zwaar noodweer is plotseling de voorruit gebarsten en ze kan niet verder rijden. Ze belt aan bij een afgelegen landhuis en wordt gastvrij ontvangen door de twee bewoners, een oude man en zijn bediende. Ze kan er blijven overnachten. Maar de volgende dag is er niemand meer in het huis aanwezig. Ze probeert het landgoed weer te verlaten, maar ze kan de uitgang niet meer vinden.

## Rolverdeling
| Acteur            | Personage                             |
| ----------------- | ------------------------------------- |
| Sylvia Kristel    | Alice Carroll                         |
| Charles Vanel     | Henri Vergennes                       |
| Jean Carmet       | Colas                                 |
| Fernand Ledoux    | De oude man en de arts                |
| André Dussollier  | De jongeman en de man bij tankstation |
| François Perrot   | De 40-jarige man                      |
| Thomas Chabrol    | De 13-jarige jongen                   |
| Fernand Ledoux    | De oude dokter                        |
| Catherine Drusy   | De serveerster en de verpleegster     |
| Bernard Rousselet | De echtgenoot van Alice               |